# Hyperolius nasicus
Espèce
Statut de conservation UICN

 LC  : Préoccupation mineure
Hyperolius nasicus est une espèce d'amphibiens de la famille des Hyperoliidae.

## Répartition
Cette espèce se rencontre :
- au Mozambique ;
- dans le nord-ouest de la Zambie ;
- dans l'est du Zimbabwe ;
- en République démocratique du Congo.

## Publication originale
- Laurent, 1943 : Les Hyperolius (Batraciens) du Musee Congo. Annales du Musée Royal du Congo Belge, Sciences Zoologiques, Tervuren, vol. 4, p. 61-140.